# Том Скерит
Том Рой Скерит (на английски: Thomas Roy Skerritt) е американски филмов актьор. 

## Биография
Роден е на 25 август 1933 година в Детройт, Мичигън. Носител на награди „Еми“ и „Сатурн“, номиниран е за две награди „Златен глобус“.

## Избрана филмография
| Година | Филм                 | Оригинално заглавие | Роля                  | Режисьор          |
| ------ | -------------------- | ------------------- | --------------------- | ----------------- |
| 1970   | Военнополева болница | MASH                | Дюк Форест            | Робърт Олтмън     |
| 1971   | Харолд и Мод         | Harold and Maude    | Офицер от Полицията   | Хал Ашби          |
| 1979   | Пришълецът           | Alien               | Далас                 | Ридли Скот        |
| 1983   | Мъртвата зона        | The Dead Zone       | Шериф Джордж Банерман | Дейвид Кронънбърг |
| 1986   | Топ Гън              | Top Gun             | Майк Метколф (Вайпър) | Тони Скот         |
| 1988   | Полтъргайст 3        | Poltergeist III     | Брус Гарднър          | Гари Шърмън       |
| 1989   | Стоманени магнолии   | Steel Magnolias     | Драм Итентън          | Хърбърт Рос       |
| 1997   | Контакт              | Contact             | Дейвид Дръмлин        | Робърт Земекис    |
| 2001   | Тексаски рейнджъри   | Texas Rangers       | Ричард Дюкс           | Стив Майнър       |
| 2003   | Плачът на Слънцето   | Tears of the Sun    | Капитан Бил Роудс     | Антоан Фукуа      |
| 2009   | Ледена смърт         | Whiteout            | Д-р Джон Фюри         | Доминик Сена      |